# Lucquy
Lucquy ist eine französische Gemeinde mit 579 Einwohnern (Stand: 1. Januar 2022) im Département Ardennes in der Region Grand Est (vor 2016 Champagne-Ardenne); sie gehört zum Arrondissement Rethel und zum Kanton Signy-l’Abbaye.

## Geographie
Lucquy liegt etwa 44 Kilometer nordöstlich von Reims. Umgeben wird Lucquy von den Nachbargemeinden Auboncourt-Vauzelles im Norden, Faux im Osten, Amagne im Südosten, Coucy im Süden und Südwesten sowie Novy-Chevrières im Westen.

## Bevölkerungsentwicklung
| 1962                       | 1968 | 1975 | 1982 | 1990 | 1999 | 2006 | 2019 |
| -------------------------- | ---- | ---- | ---- | ---- | ---- | ---- | ---- |
| 726                        | 631  | 607  | 501  | 455  | 489  | 524  | 572  |
| Quellen: Cassini und INSEE |      |      |      |      |      |      |      |

## Bauwerke

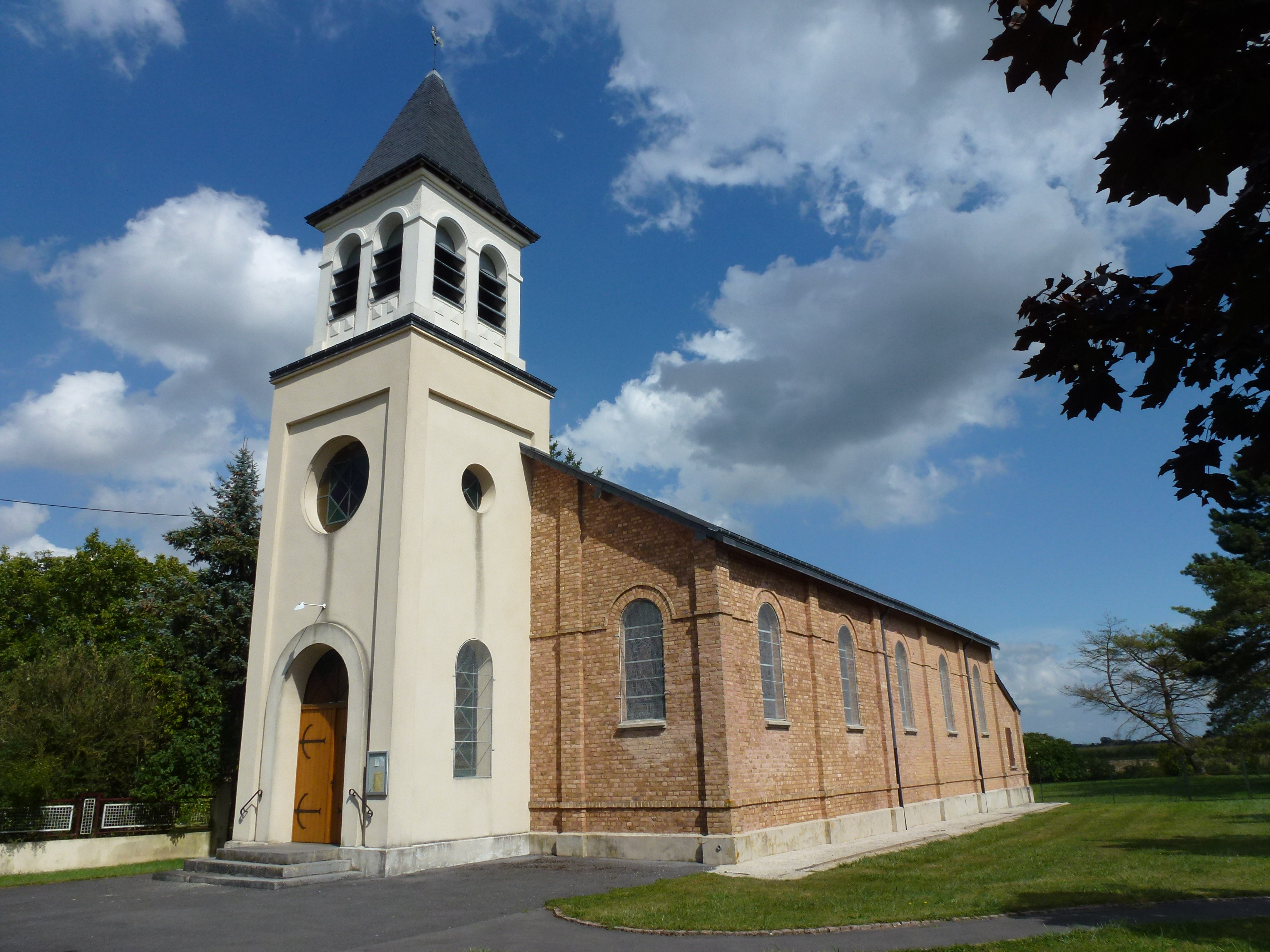
Kirche Sainte-Jeanne-d’Arc

- Kirche Sainte-Jeanne-d’Arc